# غالفا (إلينوي)
غالفا (بالإنجليزية: Galva, Illinois)‏ هي مدينة تقع في الولايات المتحدة في إلينوي. يقدر عدد سكانها بـ 2,589 نسمة .

## التركيبة السكانية
حدّد مكتب تعداد الولايات المتحدة بيانات التركيبة السكانية لغالفا في تعداد الولايات المتحدة. في ما يلي، التركيبة السكانية حسب تعدادي 2000 و2010.

### تعداد عام 2000
بلغ عدد سكان غالفا 2,758 نسمة بحسب تعداد عام 2000، وبلغ عدد الأسر 1,164 أسرة وعدد العائلات 740 عائلة مقيمة في المدينة. في حين سجلت الكثافة السكانية 386.8 نسمة لكل كيلومتر مربع (1,001.8/ميل2). وبلغ عدد الوحدات السكنية 1,266 وحدة بمتوسط كثافة قدره 177.6 لكل كيلومتر مربع (460.0/ميل2).
وتوزع التركيب العرقي للمدينة بنسبة 98.59% من البيض و0.25% من الأمريكيين الأفارقة و0.22% من الأمريكيين الأصليين و0.11% من الأمريكيين ذوي الأصول الآسيوية و0.33% من الأعراق الأخرى و0.51% من عرقين مختلطين أو أكثر و1.96% من الهسبانيون أو اللاتينيون من أي عرق.
بلغ عدد الأسر 1,164 أسرة كانت نسبة 31.4% منها لديها أطفال تحت سن الثامنة عشر تعيش معهم، وبلغت نسبة الأزواج القاطنين مع بعضهم البعض 51.9% من أصل المجموع الكلي للأسر، ونسبة 8.9% من الأسر كان لديها معيلات من الإناث دون وجود شريك،  بينما كانت نسبة 2.7% من الأسر لديها معيلون من الذكور دون وجود شريكة وكانت نسبة 36.4% من غير العائلات. تألفت نسبة 32.8% من أصل جميع الأسر من عدة أفراد يعيشون في نفس المنزل ونسبة 19% كانت تتألف من شخص يعيش بمفرده يبلغ من العمر 65 عاماً أو أكثر. وبلغ متوسط حجم الأسرة المعيشية 2.37، أما متوسط حجم العائلات فبلغ 3.01.
بلغ العمر الوسطي للسكان 39.2 عاماً. وكانت نسبة 24.7% من القاطنين تحت سن الثامنة عشر، وكانت نسبة 7.8% بين الثامنة عشر والرابعة والعشرين عاماً، ونسبة 25.7% كانت واقعةً في الفئة العمرية ما بين الخامسة والعشرين والرابعة والأربعين عاماً، ونسبة 22.8% كانت ما بين الخامسة والأربعين والرابعة والستين، ونسبة 18.9% كانت ضمن فئة الخامسة والستين عاماً فما فوق. يوجد لكل 100 أنثى 89.5 ذكر، ويوجد لكل 100 أنثى في الثامنة عشر من عمرها فما فوق 86.3 ذكر.
بلغ متوسط دخل الأسرة في المدينة 35,071 دولارًا، أما متوسط دخل العائلة فبلغ 45,880 دولارًا. وكان متوسط دخل الذكور 31,467 دولارًا مقابل 21,714 دولارًا للإناث. وسجل دخل الفرد الخاص بالمدينة 17,165 دولارًا. وكانت نسبة 6.9% من العائلات ونسبة 7.2% من السكان تحت خط الفقر، وكان من هؤلاء نسبة 12.2% تحت سن الثامنة عشر ونسبة 4.5% في الخامسة والستين من العمر وما فوق.

### تعداد عام 2010
بلغ عدد سكان غالفا 2,589 نسمة بحسب تعداد عام 2010، وبلغ عدد الأسر 1,117 أسرة وعدد العائلات 695 عائلة مقيمة في المدينة. في حين سجلت الكثافة السكانية 363.1 نسمة لكل كيلومتر مربع (940.4/ميل2). وبلغ عدد الوحدات السكنية 1,281 وحدة بمتوسط كثافة قدره 179.7 لكل كيلومتر مربع (465.4/ميل2).
وتوزع التركيب العرقي للمدينة بنسبة 96.68% من البيض و1% من الأمريكيين الأفارقة و0.08% من الأمريكيين الأصليين و0.42% من الأمريكيين ذوي الأصول الآسيوية و0.58% من الأعراق الأخرى و1.24% من عرقين مختلطين أو أكثر و3.09% من الهسبانيون أو اللاتينيون من أي عرق.
بلغ عدد الأسر 1,117 أسرة كانت نسبة 29.5% منها لديها أطفال تحت سن الثامنة عشر تعيش معهم، وبلغت نسبة الأزواج القاطنين مع بعضهم البعض 46.1% من أصل المجموع الكلي للأسر، ونسبة 11.5% من الأسر كان لديها معيلات من الإناث دون وجود شريك،  بينما كانت نسبة 4.7% من الأسر لديها معيلون من الذكور دون وجود شريكة وكانت نسبة 37.8% من غير العائلات. تألفت نسبة 31.9% من أصل جميع الأسر من عدة أفراد يعيشون في نفس المنزل ونسبة 16.7% كانت تتألف من شخص يعيش بمفرده يبلغ من العمر 65 عاماً أو أكثر. وبلغ متوسط حجم الأسرة المعيشية 2.32، أما متوسط حجم العائلات فبلغ 2.91.
بلغ العمر الوسطي للسكان 42.3 عاماً. وكانت نسبة 23.3% من القاطنين تحت سن الثامنة عشر، وكانت نسبة 7.9% بين الثامنة عشر والرابعة والعشرين عاماً، ونسبة 22.2% كانت واقعةً في الفئة العمرية ما بين الخامسة والعشرين والرابعة والأربعين عاماً، ونسبة 27% كانت ما بين الخامسة والأربعين والرابعة والستين، ونسبة 19.6% كانت ضمن فئة الخامسة والستين عاماً فما فوق. وتوزع التركيب الجنسي للسكان بنسبة 49.9% ذكور و50.1% إناث.

## أعلام
- جورج فيتش